# Модель Диксита — Стиглица — Кругмана
Модель Диксита—Стиглица—Кругмана — макроэкономическая модель образования агломераций в условиях  монополистической конкуренции и экономии от масштаба, являющаяся базисной для новой теории международной торговли и созданная экономистами  Авинашем Дикситом, Джозефом Стиглицем и Полом Кругманом.

## История
В книге  Э. Чемберлина «Теория монополистической конкуренции»  от 1933 года (изложенная ранее в диссертации 1927 года), а через пару месяцев в работе  Дж. Робинсон «Экономическая теория несовершенной конкуренции» также 1933 года вводятся понятия и допущения, характерные для  монополистической конкуренции.
Модель монополистической конкуренции возникла в совместной статье А. Диксита и Дж. Стиглица «Монополистическая конкуренция и оптимальное продуктовое разнообразие» 1977 года (на основе совместной работы 1975 года в Университете Варвик).
Данную модель дополнил и переработал в своих статьях Пол Кругман «Возрастающая отдача, монополистическая конкуренция и международная торговля» 1979 года и «Экономия от масштаба, дифференциация продуктов и структура торговли» 1980 года, после чего была монография А. Диксита и В. Нормана 1980 года, а после работа Э. Хелпмана и П. Кругмана «Рыночная структура и внешняя торговля» 1985 года. П. Кругман дополнил анализ статьей «Возрастающая отдача и экономическая география» в 1991 году, а работа «Пространственная экономика» М. Фуджиты, П. Кругмана и А. Венэйблса в 1999 году  окончательно сформировала модель Диксита — Стиглица — Кругмана.

## Базовая модель

### Допущения
П. Кругман дополняет базовую модель монополистической конкуренции (модель Диксита — Стиглица), интегрируя возрастающую отдачу от масштаба с несовершенной конкуренцией.
Модель имеет ряд допущений:
- Все потребители одинаковы (имеют одинаковые предпочтения)
- Потребители потребляют всего два товара (промышленные и сельскохозяйственные товары)
- Потребители имеют функцию предпочтения формы Кобба — Дугласа:

{\displaystyle U=M^{a}A^{1-a}},
где А – потребление агрегированного сельскохозяйственного товара, М – подфункция полезности от потребления этих товаров (индекс потребления этих товаров), a - постоянная доля каждого вида товаров в бюджете потребителей.
- Предпочтения промышленных товаров описываются функцией с постоянной эластичностью замещения:

{\displaystyle M=(\int _{0}^{n}m(i)^{p}di)^{1/p}}, 	
где 0<p<1, n — разновидности промышленных товаров, каждая потребляется в объеме m (i), i – номер разновидности товара, p — степень заменяемости двух любых разновидностей друг другом.
- Эластичность замещения между разновидностями промышленных товаров:

{\displaystyle b=1/(1-p)},
- Бюджетное ограничение потребителя:

{\displaystyle Y=p^{A}A+\int _{0}^{n}p(i)m(i)di},
где {\displaystyle p^{A}} — цена единицы продуктов питания, {\displaystyle p(i)}  - цена единицы промышленного товара разновидности i, Y – доход потребителя, который максимизирует полезность при ограниченном бюджете.
- Компенсированный спрос:

{\displaystyle m(j)=(p(j)/G)^{-b}M},
где G – индекс цен на промышленные товары, М – индекс потребления промышленных товаров (аналог их количества)
Максимизация полезности потребителя:
{\displaystyle maxU=M^{a}A^{1-a}},
при {\displaystyle Y=GM+p^{A}A}
Некомпенсированный спрос потребителя на сельскохозяйственные товары:
{\displaystyle A=(1-a)Y/p^{A}},
Некомпенсированный спрос потребителя на промышленные товары:
{\displaystyle m(j)=aYp(j)^{-b}/G^{-(b-1)}},	для j є[0,n], 
Максимизированная полезность потребителя:
{\displaystyle U=a^{a}(1-a)^{1-a}YG^{-a}(p^{A})^{-(1-a)}},	
где {\displaystyle G^{a}(p^{A})^{1-a}} - агрегированный индекс цен, отражающий стоимость жизни для потребителей
Цены на все промышленные товары:
{\displaystyle G=p^{M}n^{1/(1-b)}}.

### Айсберг
Включаем транспортные издержки, когда сельскохозяйственные и промышленные товары перевозятся между городами с издержками, так что из каждой единицы, отправленного из города r в город s доезжает меньше, разница тает по дороге (технологию транспортировки айсберга):
{\displaystyle G_{s}=(\sum _{r=1}^{R}n_{r}(p_{r}^{M}T_{rs}^{M})^{1-b})^{1/(1-b)}}, s=1,…,R, 
где {\displaystyle G_{s}} — индекс цен в городе s, R – различные города, {\displaystyle n_{r}} - производство разновидностей в городе r, {\displaystyle p_{r}^{M}} - цена у ворот завода,  {\displaystyle p_{rs}^{M}=p_{r}^{M}T_{rs}^{M}}— цена товара, привезенного в город s из r.
Суммарный спрос по всем городам s на разновидность товара, произведенную в городе r:
{\displaystyle q_{r}^{M}=a\sum _{s=1}^{R}Y_{s}(p_{r}^{M}T_{rs}^{M})^{-b}G_{s}^{1-b}T_{rs}^{M}},

### Задача производителя
Производство сельскохозяйственных товаров происходит с постоянной отдачей в условиях совершенной конкуренции, а производство промышленных товаров происходит в условиях экономии масштаба, который возникает из-за уровня разнообразия, но не за счет объема или множественности операций. Технология одинакова для всех разнообразий и во всех локациях (городах), а при условиях единственного фактора производства (труда) общие затраты на производство промышленных товаров составят:
{\displaystyle l^{M}=F+c^{M}q^{M}},
где {\displaystyle F} — постоянные издержки труда, {\displaystyle c^{M}} — предельные затраты труда, {\displaystyle q^{M}} — количество продукции.
Так как потребители получают полезность от разнообразия, а количество разновидностей не ограничено, то каждый производитель создает свой продукт, таким образом в каждой местности находится своя специализированная фирма.
Прибыль фирмы, работающие в городе r:
{\displaystyle h_{r}=p_{r}^{M}q_{r}^{M}-w_{r}^{M}(F+c^{M}q_{r}^{M})}, 
где {\displaystyle w_{r}^{M}} — стоимость единицы труда работников, занятых в производстве промышленных товаров в городе r.
При заданном индексе цен {\displaystyle G_{s}}, с учетом эластичности спроса, максимизирующая прибыль подразумевает:
{\displaystyle p_{r}^{M}=w_{r}^{M}c^{M}b/(b-1)},		
{\displaystyle q^{E}=F(b-1)/c^{M}},	при h=0		
где {\displaystyle q^{E}} — выпуск фирмы в ситуации равновесия, не зависящий от расположения фирмы, размера рынка, а только от параметров технологии и эластичности спроса, когда менее эластичный спрос (при меньшей величине b) уменьшает размеры фирм и увеличивает количество разновидностей при заданном бюджете потребителей
{\displaystyle l^{E}=F+c^{M}q^{E}=Fb},	при h=0		
где {\displaystyle l^{E}}, - спрос фирмы на труд в ситуации равновесия
{\displaystyle n_{r}^{E}=L_{r}^{M}/l^{E}=L_{r}^{M}/Fb},	при h=0		
где число фирм в городе r, в котором предлагается {\displaystyle L_{r}^{M}} в условиях равновесия.
Отсюда размер рынка не влияет ни на процент надбавки к предельным издержкам, ни на масштаб производства отдельных товаров. Возрастающая отдача от масштаба работает через изменения в ассортименте (разнообразии) товаров.

### Уравнение для оплаты труда
Уравнение оплаты труда при производстве промышленных товаров в условиях равновесия, то есть производители, максимизируя прибыль, находятся в точке безубыточности, а потребители максимизируют полезность с учетом бюджетного ограничения:
{\displaystyle w_{r}^{M}=((b-1)/c^{M}b)(a/q^{E}\sum _{s=1}^{R}Y_{s}(T_{rs}^{M})^{1-b}G_{s}^{b-1})^{1/b}}, 
Оплата труда выше, чем ниже транспортные издержки, богаче рынки сбыта фирмы и выше уровень цен на этих рынках, лучший доступ на этот рынок, меньше конкуренции на рынке.
Реальный уровень зарплаты сотрудников промышленности в местности r:
{\displaystyle w_{r}^{M}=w_{r}^{M}G^{-a}(p^{A})^{-(1-a)}},        		
Реальный доход в каждой точке пропорционален номинальному доходу с поправкой на индекс стоимости жизни: {\displaystyle G^{a}(p^{A})^{1-a}}

### Нормализация
Сделав ряд допущений:
при {\displaystyle c^{m}=(b-1)/b=p} и {\displaystyle p_{r}^{M}=w_{r}^{M}}, чтобы {\displaystyle n_{r}^{E}=L_{r}^{M}/a}, а {\displaystyle F=a/b}, тогда {\displaystyle q^{E}=l^{E}=a}:
{\displaystyle G_{r}=(1/a\sum _{s=1}^{R}L_{s}^{M}(w_{s}^{M}T_{rs}^{M})^{(}1-b))^{1/(1-b)}}
{\displaystyle w_{r}^{M}=(\sum _{s=1}^{R}Y_{s}(T_{rs}^{M})^{(1-b)}G_{s}^{b-1})^{1/b}},        
Два последних уравнения характеризуют равновесие и устойчивость модели, что смещает анализ от количества производителей и цен на продукты к анализу количества промышленных рабочих и к уровню их зарплаты.

### Эффект индекса цен и эффект домашнего рынка
При условии существовании двух городов, транспортные издержки внутри каждого города равны нулю.
{\displaystyle (1-b)dG/G=L/a(G/w)^{b-1}(1-T^{1-b})(dL/L+(1-b)dw/w)}, 
{\displaystyle bdw/w=Y/w(G/w)^{b-1}(1-T^{1-b})(dY/Y+(1-b)dG/G)}, 
Отсюда отмечаем эффект индекса цен — прямой эффект изменения в распределении промышленности от индекса промышленных товаров. Предложение труда совершенно  эластично {\displaystyle dw=0}, таким образом увеличение занятости в промышленности снижает индекс цен (при 1-b<0 и T>1). Снижение цен происходит из-за уменьшения числа перевозок разновидностей товара из одного города в другой, что приводит к снижению общих транспортных расходов.
Эффект будет слабее (нивелирован) при неэластичном предложении труда и низких  фиксированных издержках {\displaystyle dw>0}, то есть при высокой конкуренции на рынке труда со стороны нанимателей.
{\displaystyle (b/Z+Z(1-b))dw/w+ZdL/L=dY/Y}, 
где {\displaystyle Z=(1-T)^{1-b}/(1+T)^{1-b}},        
Отсюда отмечаем эффект домашнего рынка — более крупный рынок производит больше товаров и экспортирует промышленные товары из-за того, что рост спроса увеличивает число разновидностей товара на рынке, что снижает индекс цен, при прочих равных условиях. При совершенно эластичном предложении рабочей силы (dw=0) увеличение спроса на 1% ведет к увеличению занятости, а значит и производства, более чем на 1%.
При dw>0 часть расходов уходит в рост зарплат, а значит при прочих равных условиях на более крупных рынках более высокие номинальные и реальные зарплаты.
А в целом дает кумулятивный эффект для создания агломерации: небольшой прирост спроса вызывает диспропорционально больший прирост занятости, а значит еще прирост спроса и т.д.

### Условия отсутствия черной дыры
При рассмотрении закрытой экономики при Z=1:
{\displaystyle dw/w=(1-a)dY/Y+(ab/(b-1)-1)dL/L},    
При условии (1-a)>0, рост дохода увеличивает реальную зарплату при фиксированной занятости, поскольку производители производят больше, а труд единственный фактор производства.
При росте занятости в промышленном секторе закрытой экономики до уровня постоянных расходов (dY=0), постоянных номинальных доходах и при фиксированном спросе, реальная зарплата стремится к снижению (бюджет потребителей  фиксирован и распределяется на большее число работников). Однако рост занятости в производстве увеличивает количество разновидностей изготовления продукции, уменьшает G, и стремится повысить реальный доход. 
Последний эффект может быть сильней предыдущего: при сильном эффекте экономии от масштаба экономика страны начинает агломерировать в единую точку.
Чтобы исключить ситуацию, когда прирост занятости будет увеличивать реальную зарплату в одном городе, а в этот город начнут приезжать еще рабочие, от этого зарплата будет расти и т.д., пока этот город не соберет всех рабочих в экономике, то есть станет «черной дырой» на рынке труда, используем условие отсутствия «черной дыры»:
{\displaystyle (ab/(b-1)-1)<0} или {\displaystyle (b-1)/b=p>a}.

### Модель «центр-периферия»

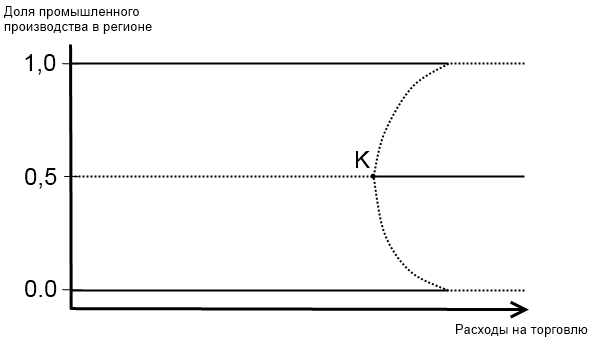
Распределение промышленности между двумя регионами, изначально поровну наделёнными трудовыми ресурсами. Сплошной линией обозначено устойчивое равновесие, пунктирной — неустойчивое равновесие; K — точка бифуркации

Задаем динамику перемещения работников между городами: рабочие едут в регионы, в которых реальная зарплата выше средневзвешенной, из регионов, где реальная зарплата ниже средневзвешенной:
{\displaystyle dv_{r}/dt=y(w_{r}-\sum _{r}v_{r}w_{r})v_{r}=0},  
где производство сельскохозяйственной продукции имеет постоянную экономию от масштаба и бесплатный провоз; фермеры получают одинаковую зарплату во всех регионах ({\displaystyle w^{A}=p^{A}=1}); а промышленные с издержками {\displaystyle 1/T_{rs}} единиц; рабочие не могут быть фермерами, и наоборот; модель двухсекторная (сельскохозяйственный и промышленный сектор); суммарное фиксированное предложение фермеров ({\displaystyle L^{A}}) и рабочих ({\displaystyle L^{M}}); в каждом регионе (r) фиксированная доля общего числа фермеров ({\displaystyle f_{r}}) и рабочих ({\displaystyle v_{r}}); {\displaystyle L^{M}=a} и {\displaystyle L^{A}=1-a}; a — параметр предпочтения потребителей, технологии производства промышленных товаров и предложения труда.
Равновесие в модели наступает при решении системы 4R уравнений, определяющих доход потребителей ({\displaystyle Y_{r}}), индекс цен на промышленные товары ({\displaystyle G_{r}}), номинальные ({\displaystyle w_{r}^{M}}) и реальные зарплаты ({\displaystyle w_{r}}):
{\displaystyle Y_{r}=av_{r}w_{r}+(1-a)f_{r}},        			
{\displaystyle G_{r}=(\sum _{s=1}^{R}v_{s}(w_{s}^{M}T_{sr}^{M})^{1-b})^{1/(1-b)}},
{\displaystyle w_{r}^{M}=(\sum _{s=1}^{R}Y_{s}(T_{sr}^{M})^{1-b}G_{s}^{b-1})^{1/b}},        
{\displaystyle w_{r}=w_{r}G_{r}^{-a}}.
При относительно высоких транспортных издержках равновесие (устойчивое) наступает при симметрическом распределении рабочих по регионам. 
При относительно низких транспортных издержках равновесие неустойчиво, а значит, при любом колебании происходит полное концентрация в одном из регионов.
При средних транспортных издержках модель имеет пять равновесий, два из которых неустойчиво: при большом или малом v равновесие с полной концентрацией промышленности в одном из регионов, в противном случае – симметрическое равновесие, которые отражены на диаграмме, что позволяет модель Диксита—Стиглица—Кругмана использовать в качестве базовой  Новой экономической географии.

## Заключение
- При допущении постоянной отдачи от масштаба в условиях совершенной конкуренции цены на рынке формируются на уровне предельных издержек фирм, что приводит к проблеме делимости, то есть производственная деятельность делится без потерь эффективности до того момента, когда транспортные издержки равны нулю, превращая любой регион в автаркию. Возрастающая отдача от масштаба возникает из-за различий производителей, которые, концентрируясь, позволяют повышать эффективность в торговле, промышленности и управлении, и из-за роста населения, которое позволяет достичь роста хозяйственной деятельности на агрегированном уровне. Возрастающая отдача от масштаба в условиях совершенной конкуренции невозможна  в связи с тем, что приводит к концентрации производства и её агломерации, к дифференциации (разнообразию) товаров и услуг и в итоге к монополистической конкуренции, при которой ценообразование происходит не на уровне предельных издержек, чтобы не фиксировать убытки[11].
- В случае нахождении равновесия происходит обмен между рынками товаров с учетом издержек торговли. Одинаковые потребители получают полезность от наличия выбора среди разновидностей одного и того же товара. Уровень полезности от набора зависит от эластичности замещения между этими товарами. Оптимальное количество фирм на рынке зависит от эластичности замещения и от размера постоянных издержек фирм, и стремится к единице[11].
- Регионы с большим спросом на промышленную продукцию, в которой наблюдается возрастающая отдача от масштаба, имеют большую долю в объеме производства и большую долю чистого экспорта промышленных товаров[1].
- Рост рынка увеличивает спрос на факторы производства, что приводит к увеличению цен этих факторов, - в регионах с большим реальным доходом более высокие заработные платы[1].
- Мобильные факторы производства (труд и капитал) склоны к миграции на рынки, на которых фирмы выплачивают относительно высокое вознаграждение[1].
- Фирмы принимают решение о месте своего размещения на основе принципа максимума прибыли[1].
- Изменения во внешнем окружении меняют равновесие, определяющее пространственное распределение рабочих и фирм[1].